# Charlemagne (1895)
Charlemagne byl predreadnought postavený pro Francouzské námořnictvo v roce 1895. Loď dala současně jméno celé třídě. Většinu své kariéry strávila ve Středomořské eskadře (Escadre de la Méditerranée). Dvakrát se zúčastnila okupace přístavu Mytiléna na ostrově Lesbos, který byl tehdy součástí Osmanské říše: jednou jako součást francouzské expedice a podruhé v rámci mezinárodního uskupení.
Po vypuknutí první světové války v srpnu 1914 doprovázela po dva měsíce spojenecké konvoje. V listopadu 1914 byla přeložena k hlídkování u Dardanel za účelem ochrany proti výpadu německého bitevního křižníku SMS Goeben do Středomoří. V roce 1915 se připojila k britským lodím, bombardujícím turecká opevnění pod velením francouzského kontradmirála Émile Paula Guéprattea. Později téhož roku byla přidělena do eskadry, která měla zabránit Řekům v narušení vylodění spojenců v Soluni. Charlemagne pak byla umístěna do rezervy a odzbrojena na konci roku 1917. V roce 1920 byla vyřazena a 1923 prodána do šrotu.